# Römerstraße 140 (Mönchengladbach)

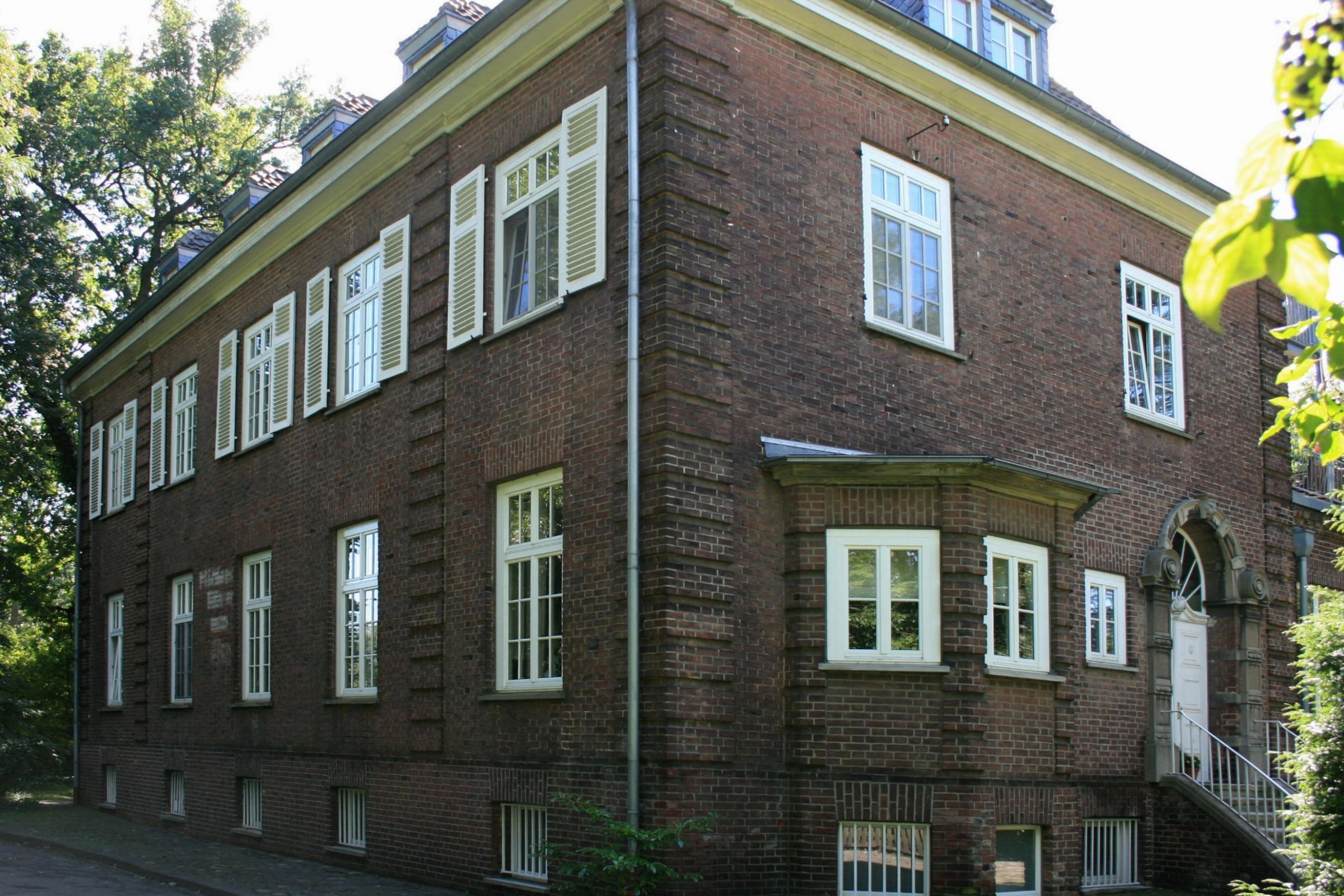
Wohnhaus (2010)

Das Wohnhaus Römerstraße 140 steht im Stadtteil Rheydt in Mönchengladbach (Nordrhein-Westfalen).
Das Gebäude wurde 1945 erbaut. Es wurde unter Nr. R 084 am 8. Februar 1994 in die Denkmalliste der Stadt Mönchengladbach eingetragen.

## Lage
Das Objekt liegt im Westen des Rheydter Stadtkerns in unmittelbarer Nähe des Niersgrünzuges. 

## Architektur
Es handelt sich um ein freistehendes zweigeschossiges Backsteingebäude mit 5:2 Achsen unter einem Walmdach mit dreiseitigem Erker im Erdgeschoss der Schmalseite und erdgeschossigem Anbau unter Flachdach. Dieses ist über eine zweiläufige Freitreppe und Rampe erschlossen. 